# تصوير تجريدي

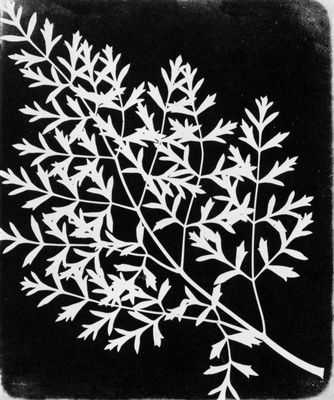

التصوير التجريدي هو نوع من أنواع فنون التصوير، يعرف أحيانا باسم التصوير غير الموضوعي، أو التجريبي، أو المفاهيمي، أو الملموس، إنه وسيلة لتصوير صورة مرئية لا تتصل بالعالم الملموس، ولكنها كونت بواسطة معدات، ومواد، وعمليات التصوير الفوتوغرافي، قد تعزل الصورة الفوتوغرافية جزءا من المشهد الطبيعي لتغير الانطباع المتأصل في ذهن المشاهد. وقد تنظم عمداً صورة لا تبدو ظاهرة حقيقية بواسطة أشياء حقيقية، أو قد تستخدم الألوان، والضوء، والظل، والتشكيل لنقل مشاعر، وأحاسيس، وانطباعات. كما أنه يمكن إنتاج الصورة بواسطة معدات تصوير تقليدية مثل الكاميرا، وغرفة تحميض الأفلام، والحاسب الآلي، وقد لا تستخدم الكاميرا في ذلك بل إنه يتم معالجة الفيلم، والورق، والوسائل الفوتوغرافية الأخرى فيما يتضمن العروض الرقمية.

## التعريف
لم يكن هناك تعريف شائع لاستخدام المصطلح «التصوير التجريدي».وقد  تضمنت الكتب والمقالات المتعلقة بهذا الموضوع كل ما يتعلق بالصور التمثيلية، مثل صور أبرون سيسكيند لتقشير الطلاء، وصولاً إلى الغير تمثيلية منها والتي تم إنشاؤها بدون كاميرا أو فيلم، مثل مطبوعات وكتب ماركو بروير. [1] يشمل هذا المصطلح مجموعة واسعة من العروض البصرية وهو واضح في تصنيفه للصور الفوتوغرافية التي تبدو غامضة بشكل واضح بطبيعتها.
كتب العديد من المصورين والنقاد ومؤرخي الفن وغيرهم وتحدثوا عن التصوير التجريدي دون محاولة إعطاء معنى محدد له.  اقترح ألفين لانغدون كوبرن عام 1916 تنظيم معرض بعنوان "التصوير التجريدي" (Abstract Photography)، والذي كان نموذج الدخول ينص فيه  بجلاء على أنه "لن يتم قبول أي عمل يكون فيه اهتمام الموضوع أكبر من تقدير الاستثنائي". "[2] ولكن لم يتم هذا، بينما أنشأ كوبورن فيما بعد بعض الصور التجريدية بشكل واضح. [3]
قال المصور وأستاذ علم النفس جون سولر في مقاله «علم النفس الضوئي: الصورة والنفسية»: «تبتعد الصورة التجريدية عن كل ما هو واقعي وحرفي. وهو يبتعد عن الظواهر الطبيعية والموضوعات المتعارف عليها في العالم الواقعي. ويقول بعض الناس إنها تنحرف عن المعنى الحقيقي، الوجود، والواقع نفسه. إنها تقف بعيداً عن كل الواقع الملموس اعتماداً على المعنى المفاهيمي والشكل الجوهري والغرض... وإليك اختبار الحمض: إذا نظرت إلى صورة، فإن صوتا داخلك يقول» ما هذا؟«... حسناً، إنها كذلك فهي صورة مجردة.»[4]
كتبت باربرا كاستن، وهي أيضا مصورة وأستاذة، أن «التصوير التجريدي يتحدى رؤيتنا المنتشرة للتصوير كصورة موضوعية للواقع من خلال إعادة تأكيد طبيعتها المبنية.... متحررة من واجبها في التوضيح، فالتصوير المجرد يظل نوعًا من نوعا مدمجا من الوسائط والضوابط، فهي ساحة لاختبار التصوير الفوتوغرافي.»[1]
استخدم المصور الفوتوغرافي الألماني والمنظر والمصور الفوتوغرافي غوتفريد جاغر مصطلح «التصوير الملموس»، حيث استخدم مصطلح «الفن الملموس» لوصف نوع معين من التصوير التجريدي. حيث قال:
• "التصوير الملموس لا يصور المرئي (مثل التصوير الفوتوغرافي الواقعي أو الوثائقي).
• لا تمثل الصورة غير المرئية (مثل التصوير الفوتوغرافي المرحلي والتعبيري).
• لا يلجأ إلى وجهات النظر (مثل التصوير التحليلي، التصوري، التصوير الفوتوغرافي التوضيحي).
• بدلا من ذلك يحدد الرؤية. إنها مرئية فقط، وهي المرئية فقط.
• وبهذه الطريقة فإنها تتخلى عن مكوناتها الوسيطة وتكسب الموضوعية  [5] .
وفي الآونة الأخيرة كتب الفنان المفاهيمي ميل بوخنر اقتباسًا من Encyclopædia Britannica قال «لا يمكن للتصوير الفوتوغرافي أن يجسد الأفكار المجردة.» على بطاقة ملاحظة، ثم تم تصويرها وطباعتها باستخدام ست عمليات تصوير مختلفة. أدار الكلمات، مفهوم وتصور المفهوم في الفن نفسه، ومن خلال ذلك خلق عملا قدم نوعا آخر من التصوير التجريدي، ومجددا، دون تعريف المصطلح نفسه. [1]

## التاريخ

### القرن التاسع عشر
ظهرت بعض الصور المبكرة لما يمكن أن يطلق عليه التصوير التجريدي خلال العقد الأول بعد ابتكار المهنة. في عام 1842، ابتكر جون وليام درابر صورًا باستخدام مطياف، مما أدى إلى تشتيت الأشعة الضوئية إلى نمط مرئي لم يسبق تسجيله. لم تشر المطبوعات التي قدمها إلى حقيقة العالم المرئي الذي سجله المصورون الآخرون بعد ذلك، وأظهروا قدرة التصوير غير المسبوقة على تحويل ما كان في السابق غير مرئي إلى ظهور ملموس. رأى درابر صوره كسجلات علمية أكثر من كونه فنًا، لكن جودتها الفنية تحظى بتقدير كبير اليوم بسبب وضعها الرائد وفرادتها الذاتية.
وأنتجت مصورة أخرى في وقت مبكر، آنا أتكينز في إنجلترا، كتابًا ذا منشأ ذاتي من الصور الفوتوغرافية التي تم إعدادها عن طريق وضع الطحالب المجففة مباشرة على ورق. تهدف هذه الدراسة التي تم إعدادها كدراسة علمية، إلى الحصول على جودة أثيريّة مجردة من الأبيض في الصور الزرقاء بسبب الصور السلبية ونقص السياق الطبيعي للنباتات.
أدى اكتشاف الأشعة السينية في عام 1895 والتأثير الإشعاعي في عام 1896 إلى انبهار عام كبير بأشياء كانت في السابق غير مرئية. رداً على ذلك، بدأ المصورون باستكشاف كيف يمكنهم التقاط ما لم تكن رؤيته ممكنة بالعين المجردة.
في الوقت نفسه أجرى المؤلف والفنان السويدي أوغست سترينبرج تجربة فعرض محاليل مالحة وضعها على لوحات التصوير للحرارة والبرودة.  كانت الصور التي أنتجها من هذه التجارب عبارة عن صور غير محددة لما لم يكن من الممكن رؤيته وكانت مجردة تمامًا في العرض التقديمي.
بالقرب من مطلع القرن، حاول لويس دارغيت في فرنسا التقاط صور لعمليات عقلية عن طريق الضغط على صفائح معزولة لجبهات مربيات وحثهم على عرض صور من أذهانهم على اللوحات. كانت الصور الفوتوغرافية التي أنتجها ضبابية وغير محددة، ولكن دارغيت كان مقتنعا بأن ما أسماه «اهتزازات التفكير» لا يمكن تمييزه عن أشعة الضوء. 

### القرن العشرين
خلال العقد الأول من القرن العشرين، كانت هناك موجة من الاستكشاف الفني سارعت إلى الانتقال في الرسم والنحت من الانطباعية وما بعد الانطباعية إلى التكعيبية والمستقبلية. ابتداءً من عام 1903، أقيمت سلسلة من المعارض الفنية السنوية في باريس تسمى Salon d'Automne لتعريف الجمهور بالرؤية الجذرية للفنانين مثل سيزان وبيكاسو ومارسيل دوشامب وفرانسيس بيكابيا وفرانتسيك كوبكا وألبرت غليزيس وجين ميتزينغر. وبعد عقد من الزمان، نشر «معرض الأسلحة» في نيويورك فضيحة من خلال عرض أعمال مجردة بالكامل من قبل كاندينسكي، وبراك، ودوشامب، وروبرت ديلاوناي وآخرون.
وقد لاحظ بعض المصورين الأكثر إبداعا في تلك الفترة  اهتمام الجمهور بالنقوش التجريدية وأحياناً نفورهم. وقد بدأ ألفريد ستيغليتز بحلول عام 1910  في نيويورك بإظهار رسامي الرسم التجريدي مثل مارسدن هارتلي وآرثر دوف في معرضه الفني 291  والذي لم يعرض في السابق سوى التصوير الفوتوغرافي الحي. جرب جميع المصورين مثل ستيغليتز وبول ستراند وإدوارد ستايتشن مواضيع تصويرية تم تصويرها في تراكيب مجردة.
كانت أول صور معروضة علناً، والتي تم تصنيفها الآن كصور مجردة، عبارة عن سلسلة تُدعى الأنماط المناظرة من الأشكال الطبيعية، الذي عرضه إيروين كويدنفلت في كولونيا عام 1914. بعد مرور عامين، بدأ ألفين لانغدون كوبرن بتجربة سلسلة دعاها Vortographs. خلال فترة ستة أسابيع في عام 1917، أخذ حوالي 24 صورة فوتوغرافية بكاميرا مجهزة بمنشور متعدد الأوجه. لم تكن الصور الناتجة مرتبطة بالواقع الذي رآه وبصوره السابقة ومناظر المدينة عمدا. وكتب «لماذا لا ينبغي للكاميرا أن تتخلص من أغلال التمثيل المعاصر...؟ لماذا، أسألكم بجدية، هل نحتاج إلى جعل الأماكن المألوفة معروضة» 
في عشرينيات وثلاثينيات القرن العشرين كانت هناك زيادة كبيرة في عدد المصورين الذين استكشفوا الصور المجردة. في أوروبا، أصبحت براغ مركزًا للتصوير الفوتوغرافي الطليعي، كان كل من František Drtikol ، و Jaroslav Rössler ، و Josef Sudek و Jaromír Funke  متأثرين بالمذهب التكعيبي والمستقبلي. انتقل روسلر بشكل خاص في صوره إلى ما هو أبعد من التجريد التمثيلي وهو التجريد النقي للضوء والظل.
في ألمانيا وفي وقت لاحق في الولايات المتحدة، قام لازلو موهولي ناجي، قائد مدرسة باوهاوس للحداثة، بتجربة الصفات التجريدية للصور. وقال إن «أكثر الاحتمالات إثارة للدهشة لا يزال يتعين اكتشافها في المادة الخام للصورة»، وأن المصورين «يجب عليهم أن يسعوا لأداة التعبير المثالية، وليس» الصورة «، أو جمالية التقاليد والذي يعني الاكتفاء في التعلم الذاتي». 
زاد  بعض المصورين خلال هذا الوقت حدود تصويرهم من التقليدي إلى السريالي أو المستقبلي. كان كل من Man Ray و Maurice Tabard و André Kertész و Curtis Moffat و Filippo Masoero من أشهر الفنانين الذين أنتجوا صوراً مذهلة تناقش الواقع والمنظور.
قام كل من المصورين أثناء وبعد الحرب العالمية الثانية، مثل مينور وايت وآرون سيسكيند وهنري هولمز سميث ولوتي جاكوبي باستكشاف تراكيب الأشياء التي تم العثور عليها بطرق أظهرت حتى أن عالمنا الطبيعي يحتوي على عناصر تجريدية مدمجة فيه.
قام فريدريك سومر باكتشاف جديد في عام 1950 من خلال تصوير الأشياء التي تم إعادة ترتيبها عن قصد، مما أدى إلى صور غامضة يمكن تفسيرها على نطاق واسع. اختار لصورة غامضة معينة اسم «الخشب المقدس»، بعد T.S. مقالة إليوت حول النقد والمعنى.
تميزت الستينيات باستكشافات غير مقيدة في حدود وسائل الإعلام التصويرية في ذلك الوقت، بدءاً بالمصورين الذين قاموا بتجميع أو إعادة تجميع صورهم الخاصة و / أو التي عثروا عليها، مثل راي ك. ميتزكر وروبرت هاينكن ووالت تشابيل.
في منتصف السبعينيات قام جوزيف نيومان بتطوير المواد الكيميائية، وهو نتاج لكل من التصوير الفوتوغرافي والرسم على ورق التصوير الفوتوغرافي. قبل انتشار أجهزة الكمبيوتر واستخدام برامج معالجة الصور، يمكن اعتبار عملية إنشاء المواد الكيميائية شكلًا مبكرًا من مرحلة ما بعد الإنتاج التناظرية، حيث يتم تغيير الصورة الأصلية بعد عملية التكبير. على عكس أعمال ما بعد الإنتاج الرقمية، يعد كل مخطط كيميائي قطعة فريدة.
وابتداءً من أواخر السبعينيات، كان المصورون يزيدون حدود الحجم والسطح على حد سواء في وسائل الإعلام التقليدية التي كان يجب تطويرها في غرفة التحميض. واستيحاء من عمل موهولي ناجي، بدأت سوزان رانكيتيز أولاً بتضمين الصور الموجودة من الكتب العلمية في رسوم تصويرية واسعة النطاق، وقد أطلق عليها اسم «مخطوطة لابد من استكشافها كحفر أثري». [21]قامت بعدها ببناء معرض تفاعلي ضخم يوسع المفاهيم المادية والمفاهيمية لما قد تكون الصورة الفوتوغرافية. قيل أن عملها «يحاكي تجزئة العقل المعاصر».
بحلول تسعينات القرن الماضي، كانت موجة جديدة من المصورين تستكشف إمكانيات استخدام أجهزة الكمبيوتر لإنشاء طرق جديدة لإنشاء الصور الفوتوغرافية. قام المصورون مثل توماس روف وباربرا كاستن وتوم فريدمان وكاريل بالث بإنشاء أعمال تجمع بين التصوير والنحت والطباعة والصور التي يتم إنشاؤها بواسطة الكمبيوتر.
وبمجرد أن أصبحت أجهزة الكمبيوتر وبرامج التصوير متاحة على نطاق واسع، تم توسيع حدود التصوير التجريدي إلى ما هو أبعد من حدود الأفلام والكيمياء إلى أبعاد لا حدود لها تقريبًا. تم القضاء على أي حدود بقيت بين الفنانين والمصورين من قبل الأفراد الذين عملوا حصريًا في التصوير الفوتوغرافي ولكنهم لم ينتجوا سوى الصور التي تم إنشاؤها بواسطة الكمبيوتر. من أشهر فناني جيل أوائل القرن الحادي والعشرين كان غاستون بيرتين، وبينيلوب أومبريكو، وإلين كاري، ونيكي ستاجر، وشيرين جيل، وولفغانغ تيلمانز، وهارفي لويد، وآدم برومبرج وأوليفر تشانارين.